# ال-۱ ویگیلانت
ال-۱ ویگیلانت (به انگلیسی: Stinson_L-1_Vigilant) یک هواگرد ملخ‌پیشین تک‌موتوره از نوع ارتباطی-شناسایی سبک ساخت شرکت Stinson Aircraft Corporation است. هواگرد ال-۱ ویگیلانت نخستین پروازش را در ۱۵ ژوئیه ۱۹۴۰ میلادی انجام داد. این هواگرد در سال ۱۹۴۱ میلادی رسماً معرفی گردید. در مجموع، تعداد ۳۲۴ فروند از این هواگرد ساخته شده‌است.
طراح این هواگرد، A.P. Fontaine[citation needed] بود.